# Bygfoot
Bygfoot全称Bygfoot Football Manager，是一个足球经理游戏，负责俱乐部的财政管理和计划。第一个版本，01/02/2002的v0.5预览版本只有文字界面，后02/14/2004的v1.0 alpha开始有了基于GTK+2的形界面。和商业同类游戏最大的不同是不使用真实的信息，因为考虑到没有资料授权以及来源。